# U-201
U-201 — средняя немецкая подводная лодка типа VIIC времён Второй мировой войны.

## История
Заказ на постройку субмарины был отдан 23 сентября 1939 года. Лодка была заложена 20 января 1940 года на верфи «Германиаверфт» в Киле под строительным номером 630, спущена на воду 7 декабря 1940 года. Лодка вошла в строй 25 января 1941 года под командованием оберлейтенанта Адальберта Шнее.

### Командиры
- 25 января 1941 года — 24 августа 1942 года капитан-лейтенант Адальберт Шнее (кавалер Рыцарского железного креста с дубовыми листьями)
- 25 августа 1942 года — 17 февраля 1943 года капитан-лейтенант Гюнтер Розенберг

### Флотилии
- 25 января — 1 апреля 1941 года — 1-я флотилия (учебная)
- 1 апреля 1941 года — 17 февраля 1943 года — 1-я флотилия

### История службы
Лодка совершила 9 боевых походов. Потопила 22 судна суммарным водоизмещением 103 355 брт, 2 вспомогательных военных корабля суммарным водоизмещением 5 700 брт, повредила 2 судна суммарным водоизмещением 13 386 брт.
Потоплена 17 февраля 1943 года в Северной Атлантике, в районе с координатами 50°50′ с. ш. 40°50′ з. д. глубинными бомбами с британского эсминца HMS Viscount. 49 погибших (весь экипаж).
До апреля 1997 года историки считали, что U-201 была потоплена 17 февраля 1943 года к востоку от Ньюфаундленда, в районе с координатами 50°36′ с. ш. 41°07′ з. д. глубинными бомбами с британского эсминца HMS Fame. На самом деле в той атаке погибла U-69.

### Волчьи стаи
U-201 входила в состав следующих «волчьих стай»:
- Hai 8 — 21 июля 1942
- Falke 5 — 22 января 1943
- Haudegen 22 января — 15 февраля 1943

### Атаки и происшествия
- 9 мая 1941 года после успешной атаки на конвой OB-318 лодка была атакована в течение почти пяти часов эскортными кораблями HMS Amazon (D 39), HMS Nigella (K 19) и HMS St. Apollo, сбросившими 99 глубинных бомб и нанёсшими серьёзные повреждения. Ночью U-201 удалось оторваться от преследователей в надводном положении и продолжить патрулирование, однако из-за утечки топлива она была вынуждена вернуться на базу раньше срока.
- 13 декабря 1941 года в результате взрыва на стоявшей в гавани Бреста лодке погиб старший машинист Йозеф Цандер.